# علي محمد الشيرازي
علي محمد الشيرازي الملقب بـ الباب (علي محمد،/ˈæli moʊˈhæməd/؛ 20 أكتوبر 1819م- 9 يوليو 1850م) مؤسس الدين البابي، وأحد الشخصيات المركزية في الدين البهائي. مارس التجارة في شيراز في زمن القاجار في إيران، وفي عام 1844م، عن عمرٍ يناهز 25 عامًا، أعلن عن دعوته بالدين البابي. في السنوات الست التالية، كشف تدريجيًّا وبشكلٍ متزايدٍ في كتاباته بأنه أحد المظاهر الإلهية، مثل موسى وعيسى ومحمد، وأنه أُنزِل عليه الوحي كوحي التوراة والإنجيل والقرآن. ادّعى أن هذا الوحي الجديد سيُطلق الطاقات والقدرات الخلّاقة اللازمة لإقامة الوحدة والسلام العالميين.
أشار إلى نفسه باللقب الإسلامي التقليدي "الباب" (بمعنى البوابة). أعلن أن الغرض المحوري من رسالته هو الاستعداد لمجيء مظهرٍ إلهيٍ أعظم منه – موعود كل الأمم؛ أشار إلى هذا الموعود بأنه "مَن يُظهِرُهُ الله". كان الباب "الباب" لهذه الشخصية الموعودة، التي ستنتشر رسالته في جميع أنحاء العالم.
كتب الباب العديد من الرسائل والكتب التي نسخ فيها الأحكام والتقاليد الإسلامية، وأسس دينًا جديدًا ونظامًا اجتماعيًا جديدًا يركّز على الوحدة والمحبة وخدمة الآخرين. شجّع على تعلّم الفنون والعلوم، وتحديث التعليم، وتحسين وضع المرأة. قدّم مفهوم الوحي التدريجي، مسلطاً الضوء على استمرارية تتابع الأديان وتجديدها. كما أكّد على الأخلاق، وتحرّي الحقيقة، والنبل الإنساني. بالإضافة إلى ذلك، وضع أحكامًا لتنظيم الزواج والطلاق والميراث، وحدّد قواعدًا لمجتمعٍ بابيٍ مستقبليٍ، على الرغم من عدم تنفيذها. طوال الوقت، ناقش الباب وحيه وأحكامه في سياق الشخصية الموعودة المذكورة أعلاه. على عكس الديانات السابقة، التي ألمحت بشكلٍ متقطعٍ إلى الشخصيات الموعودة، كان التركيز الأساسي للبيان، كتاب التشريع في الدين البابي، هو التحضير لمجيء الموعود المنتظر.
وُلد الباب في شيراز في 20 أكتوبر 1819م، لعائلةٍ من العترة النبوية من السادة الحسينيين، وكان معظمهم يعملون في أنشطةٍ تجاريةٍ في شيراز وبوشهر. على الرغم من أنه كان يتمتع بشعبيةٍ بين الطبقات الدنيا والفقراء والتجّار الحضريين والحرفيين وبعض القرويين، إلا أنّه واجه معارضةً من رجال الدين المتشددين والحكومة، التي أعدمته في نهاية المطاف والآلاف من أتباعه، الذين كانوا يُعرفون باسم البابيين.
عندما أُعدم الباب بتهمة الردة، تم تقييده في ساحةٍ عامةٍ في تبريز، وواجه فرقة إعدامٍ مكونةٍ من 750 بندقيةً. بعد الكَرّة الأولى لإطلاق النيران، اُكتُشِف أن الباب مفقودٌ، وعُثِر عليه لاحقًا وأُعيدَ إلى الساحة. قُتِل في النهاية بالكَرّة الثانية. تم الاحتفاظ برُفاته ونقلها سرًا حتى تم دفنها في عام 1909م في الضريح الذي بناه له عبدالبهاء لاحقًا على سفح جبل الكرمل في حيفا في فلسطين سابقًا، إسرائيل اليوم.
بالنسبة للبهائيين، يلعب الباب دورًا مشابهًا لدور إيليا في اليهودية أو يوحنا المعمدان في المسيحية: رائدًا أو مؤسسًا لدينهم. استمر الارتباط بمقام الباب كرسولٍ إلهي في العصر الحديث بالدين البهائي الذي يبلغ عدد أعضائه أكثر من 8 ملايين في جميع أقطار العالم، والذي أعلن مؤسسه، بهاءالله، في عام 1863م أنه تحقيقٌ لنبوءة الباب. آمن غالبية الأتباع البابيين وأصبحوا بهائيين بحلول نهاية القرن 19 الميلادي. يعتبر البهائيون الباب أحد المظاهر الإلهية، مثل آدم وإبراهيم وموسى وزرادشت وكريشنا وبوذا ويسوع ومحمد وبهاءالله.

## نبذة تاريخية

### إعلان الباب لدعوته
قبل ساعاتٍ قليلةٍ من غروب الشمس في 22 مايو 1844م، التقى الباب بطالبٍ دينيٍ يُدعى محمد حسين بشروئي، الذي أصبح يُعرف فيما بعد باسم الملا حسين (المتوفي عام 1849م)، في منطقة دروازه كازرون في جنوب شيراز. كان الملا حسين طالبًا للسيد كاظم الرشتي الذي توفي في كربلاء منذ حوالي تسعة إلى أحد عشر عامًا.
بعد ما قاله السيد كاظم الرشتي، قبل وفاته، بتوقع المجيء الوشيك للقائم، وحثّه طلابه على البحث عن صاحب هذا المقام، انطلق الملا حسين مع أخيه وابن أخيه في اتجاه بلاد فارس. لم يكن الباب غريبًا على الملا حسين وقت لقائهما، حيث كانا قد التقيا سابقًا في كربلاء.

في وقتٍ لاحقٍ من ذلك المساء، أجاب الباب على أسئلة الملا حسين، وحسب إحدى الروايات، بدأ في تأليف عملٍ لاحقٍ بعنوان "قيوم الأسماء"، وهو تفسير "سورة يوسف" القرآنية. إن عمق اللغة العربية وثرائها وإيقاعها وبلاغتها، التي تلاها تلقائيًا تاجرٌ فارسيٌ شابٌ، والذي نال قسطًا بسيطًا في التعليم المدرسي الرسمي، ومكتوبةٌ في نفس الوقت بكتابةٍ متصلةٍ أنيقةٍ، أدهشت الملا حسين. أعلن الباب بعد ذلك للملا حسين أنه حامل رسالةٍ جديدةٍ للبشرية. أطلق على نفسه اسم "الباب" وأعطى الملا حسين لقب "بابُ  الباب".

بيت الباب في شيراز حيث اعلن دعوته

على مدى الأربعين يومًا التالية، أكمل الباب كتاب "قيوم الأسماء"، وكان له عددٌ من اللقاءات مع الملا حسين. وآمن فيما بعد سبعة عشر فردًا آخرين، من تلقاء أنفسهم، بالباب كمبعوثٍ إلهيٍ جديدٍ. أشار الباب في البداية إلى هؤلاء المؤمنين الثمانية عشر على أنهم أولئك الذين سبقوا الآخرين في الإيمان به. في كتاباته اللاحقة، أطلق عليهم لقب "حروفُ الحيّ". وكان أبرز الثمانية عشر الشاب ملا محمد علي البارفروشي، الذي عُرف فيما بعد بالقدوس (توفي عام 1849م)؛ واُمّ سَلَمَة ، التي عُرفت فيما بعد باسم قرة العين والطاهرة، والتي لم تلتقِ بالباب شخصيًا، بل تعرّفت عليه من خلال ظهوره لها في المنام؛ وملا حسين البشروئي المذكور أعلاه.
باستثناء القدوس، أرسل الباب حروف الحي إلى مناطق مختلفةٍ من بلاد فارس والعراق والهند ليعلنوا رسالة الباب، ويدعو الناس إلى اعتناق رسالته، ومشاركة قيوم الأسماء. كُلّف الملا حسين بالسفر إلى أصفهان وطهران وخراسان. في طهران، كان عليه أن يقوم بمهمتين حساستين: تسليم لوحٍ من الباب إلى شابٍ يُدعى ميرزا حسين علي النوري، الذي عُرف لاحقًا باسم بهاءالله (توفي عام 1892م)، وتسليم رسالةٍ من الباب إلى محمد شاه، حاكم بلاد فارس (المتوفي عام 1848م). تم تنفيذ الأول بنجاحٍ. أعلن ميرزا حسين علي النوري، عند قراءة الصفحة الأولى من اللوح، أنه حقٌ من عند الله، وشرع في إعلان رسالته في منزل أجداده في مازندران.

### رحلته إلى مكة
عند تلقى الباب تقرير الملا حسين عن رحلاته، في خريف عام 1844م، شرع برفقة القدوس، ومبارك، خادمه الإثيوبي، في رحلةٍ إلى شبه الجزيرة العربية لأداء فريضة الحج. في مكة، أعلن الباب على الملأ أنه هو الموعود المنتظر في الإسلام، ووجّه رسالةً إلى خادم الكعبة. طوال الرحلة، أملى الباب العديد من الرسائل والخُطَب. في رحلة العودة إلى بلاد فارس، من ميناء مخا (المخا في اليمن الحالية) وجّه رسالةً إلى عمه ولوحًا إلى أتباعه، حثّهم فيها على إعلان دعوته. أقام بعد ذلك في مسقط (مسقط في عمان الحالية) لمدة ستة أسابيع تقريبًا كضيفٍ على السلطان. خلال هذا الوقت، وجّه العديد من الألواح إلى القادة الكنسيين في العراق وبلاد فارس ومسقط.
كان الباب ينوي في الأصل السفر من مكة إلى كربلاء من أجل إعلان دعوته. أثناء حجه إلى مكة، وصل الخبر إلى الباب بأن الملا علي البسطامي (الشخص الثاني الذي أعلن إيمانه به) - الذي أرسله الباب إلى العراق مع نسخةٍ من قيوم الأسماء لتسليم رسالةٍ من الباب، دون الكشف عن هويته، إلى رجل الدين الشيعي الأول في ذلك الوقت، ومشاركة كتاباته مع طلاب المتوفي سيد كاظم الرشتي - قد تم توبيخه، واعتقل وحوكم وأدين ونُفي إلى اسطنبول من قِبَل محكمةٍ مشتركةٍ من علماء السنة والشيعة. أدان مرسوم المحكمة قيوم الأسماء باعتباره نصًا هرطقيًا واتّهم مؤلفه بأنه يستحق القتل لأنه ادّعى أن لديه القدرة على الكشف عن الآيات الإلهية. إن رغبة الباب في عدم حدوث المزيد من الحزن أو الصراع أو الشقاق، وحرصه على عدم تعرّض أتباعه للأذى نتيجةً للظلم والطغيان، دفعته إلى تغيير خطته والعودة إلى بلاد فارس. من مسقط، أمر أتباعه الذين تجمعوا في كربلاء بالمضي قُدُمًا إلى أصفهان. عاد إلى بوشهر في أوائل يونيو  1845م في المحطة الأخيرة من رحلته إلى الوطن، أمر القدوس بالسفر إلى شيراز قبله والبدء في مشاركة رسالته في تلك المدينة. كان أول شخصٍ - بعد حروف الحي - يعتنق دعوة الباب في شيراز هو خال الباب المذكور أعلاه الحاج ميرزا سيد علي، الذي أُعدم لاحقًا بسبب اتباعه لدعوة ابن أخته. تم القبض على القدوس ومؤمنٍ بارزٍ آخر يُدعى ملا صادق الخراساني لاحقًا وتعذيبهما وطردهما من المدينة بأمرٍ من حاكم فارس، حسين خان، الذي استدعى الباب من بوشهر للرد على الضجة والإثارة التي أثارتها دعوته في شيراز.

### عودته إلى شيراز
عند وصول الباب إلى شيراز في صيف عام 1845م، تم اعتقاله وإحضاره أمام حسين خان. ووبخ الوالي الباب وأطلق سراحه إلى عهدة خاله الحاج ميرزا سيد علي، ولكن ليس قبل أن يأمر مرافقه بضرب الباب على وجهه. في كتاباته، يتحسّر الباب على الإساءة التي تعرّض لها على يد حسين خان ومحاولاته العديدة لقمع دعوته. وطلب من الباب بعد ذلك زيارة أحد المساجد المركزية في المدينة لتوضيح موقفه وتهدئة حماس الجماهير. وهكذا، خلال صلاة الجمعة، أكّد الباب علنًا إيمانه بالله والنبي محمد والأئمة، وتنصّل من أي ادعاءٍ بأنه بوابة الإمام الغائب أو ممثله أو وسيطه. وبقيامه بذلك، لم يرفض الباب ضمنيًا الادعاءات المرتبطة بالإمام الغائب - وهو شخصية خيالية يُعتقد أنها دخلت الغيبة في القرن التاسع - فحسب، بل ألمح أيضًا إلى أن مركزه كان أكبر بكثيرٍ من مركز الإمام أو ممثّل الإمام. كان لهذا التوضيح لموقفه تأثيرٌ معاكسٌ لما قصده الوالي. أثارت لهجته وتعامله وتصرفه وسلوكه الهادئ أمام جمهورٍ إلى حدٍ ما عدائي، إعجاب العديد من الحاضرين، وشجعت الآخرين في شيراز على الاستفسار أكثر عن مقامه، وأن يصبحوا أتباعًا.
أثارت جهود إعلان رسالة الباب من قبل المؤمنين به في جميع أنحاء بلاد فارس مزيدًا من الاهتمام بالباب. في هذا الوقت اعتنق اثنان من العلماء المسلمين البارزين رسالته: السيد يحيى الدارابي (المتوفي عام 1850م) والملا محمد علي الزنجاني (المتوفي عام 1851م). الأول، المرتبط بالبلاط الملكي في قاجار، أرسله محمد شاه للتحقيق في ادعاءات الباب. وخلال ثلاث مقابلاتٍ، أجاب الباب على الأسئلة التي طرحها عليه عالم الدين، واستجابةً لرغبةٍ حفظها دارابي في قلبه ولكنه لم يعبّر عنها، كتب الباب تفسيرًا مفصلًا على أقصر سورةٍ في القرآن. مندهشًا من التفسيرات، والسرعة التي كتب بها الباب، وقوة أسلوبه، وصوته الرقيق وهو يردد الآيات، استقال دارابي من منصبه في البلاط الملكي واعتنق أمر الباب على الفور، ولقبه الباب بـ "وحيد". كان العالم المسلم الثاني، ملا محمد علي الزّنجاني، رجل دينٍ واسع الاطلاع وخطيبٍ ماهرٍ شغل منصب أحد أهم السلطات الدينية في مدينة زنجان الشمالية الغربية. وعند سماعه عن الباب، أرسل ممثلاً إلى شيراز للتحقيق في الأمر واستلام نسخةٍ من قيوم الأسماء أو رسالةٍ من الباب. شهد الزنجاني السلطة والمعرفة الجارفة للباب، واعتنق رسالته ولقب بـ "الحُجّة".

### ترحيله إلى اصفهان
تسبب العداء المستمر لحسين خان وتفشي الكوليرا في شيراز في نقل الباب في نهاية المطاف من شيراز إلى أصفهان في سبتمبر 1846م. عند وصوله إلى أصفهان، مكث الباب لمدة أربعين يومًا في منزل أحد علماء الدين الرئيسيين للمدينة. خلال هذا الوقت، قام الحاكم، منوجهر خان معتمد الدولة (المتوفي عام 1847م) ، بتحري حقيقة دعوة الباب، وآمن بها وعرض عليه حمايته. عندما أصدر عددٌ من رجال الدين مرسومًا يُدين الباب بالإعدام، أخفى منوجهر خان الباب خلسةً في منزله، حتى وفاته في مارس 1847م.
أراد شاه بلاد فارس - الذي أثار فضوله الشاب الذي قلّب كيان أحد أكثر حكامه ثقةً، وأحد أكثر رجال الدين احترامًا المرتبطين ببلاطه - مقابلة الباب وأمر بإحضاره إلى العاصمة.

### ترحيله إلى ماكو

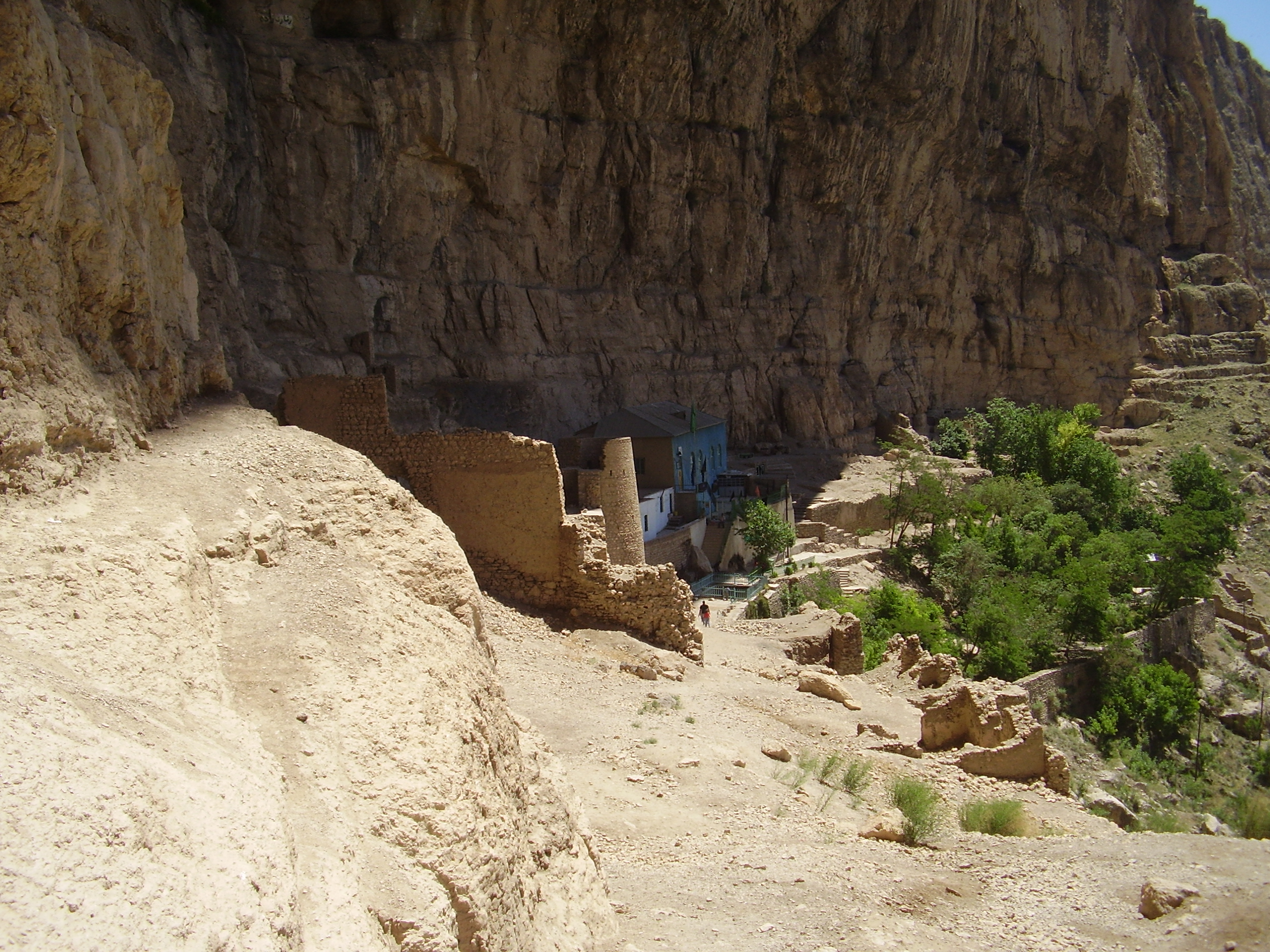
قلعة ماكو، إيران (2008)

خوفًا من أن يؤثر لقاء الباب مع محمد شاه على الملك، وبالتالي التقليل من تأثير ممارساته على الملك كمرشدٍ روحيٍ له، أقنع الوزير الأكبر، الحاج ميرزا آغاسي (المتوفي عام 1849م)، الملك بعدم إحضار الباب إلى العاصمة، بل إحالته إلى قلعةٍ مخصصةٍ للمجرمين في ماكو في جبال أذربيجان بالقرب من حدود بلاد فارس مع الإمبراطورية العثمانية. وبالتالي، فإن وفاة منوجهر خان في مارس 1847م عجّلت بنقل الباب، بعد شهرٍ، من أصفهان إلى الروافد الشمالية الغربية لبلاد فارس. بعد توقفهم في كاشان وكولاين، سافر  الباب عبر تبريز ووصل إلى ماكو في صيف عام 1847م.
كان قرار سجن الباب في ماكو، بعد إعلان دعوته، نقطة التحول الأكثر أهميةً في حياته. خلال ما يقرب من تسعة أشهرٍ من سجنه في ماكو، أعلن الباب أن مقامه الحقيقي هو القائم الموعود، وألغى الأحكام الاجتماعية للدين الذي سبقه وهو الإسلام.
في ماكو، وضع الباب الأحكام والمبادئ الأساسية لشريعته في أهم كتاباته: "البيان الفارسي" و"البيان العربي". طوال كتاباته في هذه المرحلة الأخيرة من دعوته، تنبّأ الباب بالظهور الوشيك لشخصيةٍ كان قد أشار إليها سابقًا في كتاباته باستخدام المصطلحات الإسلامية، على أنها، من بين أمورٍ أخرى، "بقية الله"، لكنه بدأ الآن يشير إليها بمصطلح"مَن يُظهِرُهُ الله". والجدير بالذكر أن الباب لم يعيّن مبيّنًا لكتاباته أو خلفًا له. بل اشترط أن استمرار شرائعه وتعاليمه معلّقٌ بقبول "مَن يُظهِرُهُ الله". يمكن اعتبار البيان الفارسي، في الواقع، مدحًا وتمجيدًا لمَن يُظهِرُهُ الله، وليس مجموعة قوانين مصممة ليتم تنفيذها من قبل المجتمعات والمؤسسات في المستقبل.
في مارس 1848م، زار الملا حسين الباب لمدة تسعة أيامٍ. أمر الباب الملا حسين بالسفر وزيارة البابيين في جميع أنحاء شمال غرب بلاد فارس ثم التوجه إلى مازندران للعثور على "الكنز المكنون"، في إشارةٍ إلى ميرزا حسين علي النوري، الذي التقى به الملا حسين لاحقًا.

### ترحيله إلى جهريق
وفي الشهر التالي، أمر الحاج ميرزا آغاسي، بضغطٍ من الوزير الروسي في طهران وانزعاجه من تزايد شعبية الباب وإمكانية وصوله إلى العالم الخارجي، بنقل  الباب من قلعة ماكو إلى قلعة جهريق الجبلية البعيدة على بعد حوالي مائتي كيلومتر إلى الجنوب. في جهريق، تعرّض الباب لأكثر من عامين لحبسٍ كان أقسى من ذلك الذي عاشه في ماكو.

في يونيو 1848م، بعد بضعة أشهرٍ من وصول الباب إلى جهريق، عقد بعض أتباعه، بتوجيهٍ من ميرزا حسين علي النوري، مؤتمرًا تاريخيًا في قرية بدشت في شمال بلاد فارس لتطبيق أحكام البيان، والإعلان عن إلغاء الشريعة الإسلامية والانفصال الرسمي عن تقاليد الماضي، وإعلان افتتاح شريعة دينٍ جديدٍ،  يرمز إليها بشكلٍ مشهورٍ بالعمل الجرئ الذي قامت به الطاهرة في خلعها الحجاب في الملأ. كان المؤتمر ذو أهميةٍ بالغةٍ لأنه كان بمثابة قطيعةٍ واعيةٍ قام بها العديد من البابيين للتقاليد الماضية. وفي الوقت نفسه تقريبًا، اقتيد الباب من جهريق إلى تبريز لمحاكمته بتهمة الردة أمام مجموعةٍ من كبار رجال الدين. في طريقه إلى تبريز، أقام الباب لمدة عشرة أيامٍ في أُرومية، حيث رسم فنانٌ محليٌ الصورة الوحيدة المعروفة له. في المحاكمة في تبريز، عندما سُئِل عن مقامه بحضور ولي العهد وأمام رجال الدين البارزين في المدينة، أعلن الباب أنه هو المهدي المنتظر والقائم الموعود في الإسلام، وبالتالي أعلن صراحةً وعلنًا ما قاله ضمنيًا حتى ذلك الحين - وإن كان في بعض الأحيان صراحةً أيضًا - كتابيًا لتلاميذه ومنتقديه: أي أن مقامه كان ظهورًا جديدًا مستقلاً لمظهرٍ من مظاهر الأمر مدعومًا بقدرته على استقبال الوحي في تنزيل الآيات وسنّ الأحكام، وإلغاء أحكام الإسلام، وبدء كورٍ جديدٍ. ولتعضيد دعوته، بدأ الباب بهدوءٍ في نطق الآيات، لكن قاطعته أسئلةٌ مهينةٌ ليس لها صلةٌ مستمدةٌ من المفاهيم التقليدية. فرفض تعظيم وقاحة رجال الدين. وفي ختام المحاكمة، حُكِم على الباب بالعقاب البدني والجروح التي أصيب بها في قدميه ووجهه. قبل إعادته إلى جهريق، عولج الباب من قبل طبيبٍ من أصلٍ أيرلندي يدعى ويليام كورميك (توفي عام 1877م)، وهو الغربي الوحيد الذي التقى بالباب، وقد سجّل انطباعاته، فوصف كورميك الباب بأنه:
رجلٌ حليمٌ للغاية ولطيف المظهر، صغير القامة إلى حدٍ ما، وعريضٌ جدًا بالنسبة للفرس، بصوتٍ ناعمٍ رخيمٍ، أدهشني كثيرًا.... في الواقع، مظهره ووقاره يليقان به.
شهد العامان الأخيران من سجن الباب في جهريق اضطهادًا واسع النطاق لأتباعه وسلسلةٍ من المواجهات بين أنصار الباب والدولة في عامي 1848م و 1849م. في محاولةٍ لقمع المزيد من الاضطرابات وإعاقة تقدم الدين الجديد، حكم رئيس الوزراء ناصر الدين شاه المتوّج حديثًا، ميرزا تقي خان، المعروف باسم أمير كبير (توفي عام 1852م)، على الباب بالموت. وبناءً على أوامره، نُقِل الباب مرةً أخرى من جهريق إلى تبريز. وتوقعًا لهذه الخطوة، عهد الباب بآخر ألواحه وأختامه إلى أحد أماناته لتسليمها إلى بهاءالله في طهران.

### محاكمة وإعدام الباب

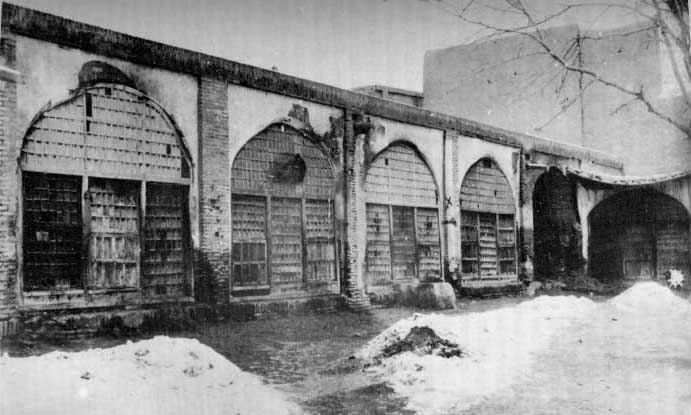
الميدان الذي أعدم فيه الباب

وصل الباب إلى تبريز في أواخر يونيو 1850م. بعد تجريده من عمامته الخضراء وعباءته ووشاحه - رموز نسبه للعترة النبوية باعتباره سيّدًا - تم نقله حافي القدمين إلى الثكنات في تبريز. ألقى أحد تلاميذه المتحمسين، ميرزا محمد علي الزنوزي، الملقب بأنيس، بنفسه عند قدمي الباب وتوسّل إلى الحراس للسماح له بمرافقة الباب. حاول أفراد عائلة أنيس إقناعه بالعودة إلى المنزل، حتى أنهم ذهبوا إلى حد إحضار طفله البالغ من العمر عامين إلى الثكنات من أجل التوسل إليه للتخلي عن إيمانه بالباب، لكنه حافظ على ولائه الثابت وإخلاصه له ورفض التخلي عن إيمانه أو ترك الباب.
انتهت حياة الباب بإعدامه - مع أنيس - رميًا بالرصاص العسكري في تبريز في 9 يوليو 1850م. كان عمره واحدًا وثلاثين عامًا. يبدو أن الطبيعة العلنية للإعدام قد صُمّمت بحيث تُظهر للجماهير السيطرة الكاملة للحكومة وربما تقلل من احتمال التكهنات اللاحقة بأنه لا يزال على قيد الحياة. تراوحت كتيبةٌ من 750 جنديًا تحت سلطة العقيد سام خان الأرمني من الوحدة المسيحية في أرومية في ثلاثة صفوفٍ، وأمر بإطلاق وابلٍ من الرصاص. عندما انقشعت سحابة الدخان، اندهش حشدٌ كبيرٌ من المتفرجين. كان الباب قد اختفى. وقد قطعت الرصاصات الحبال المقيد بها الباب ولكنها لم تؤذه. تم العثور على الباب في نهاية المطاف في زنزانته في السجن في ختام محادثةٍ خاصةٍ مع كاتب الوحي لإكمال حديثه معه الذي انقطع في وقتٍ سابقٍ. تم استدعاء كتيبةٍ ثانيةٍ تحت سلطة قائده، آقا جان خان الخمسية، وهذه المرة، مزّق وابل الرصاص جثتي  الباب وأنيس إلى أشلاء. تألفت فرق إطلاق النار في كلا الكتيبتين من 750 رجلًا، على الرغم من أن العديد من المصادر تشير إلى أعدادٍ أكبر من البنادق. على سبيل المثال، كتب الحاج موعينو - الذي أجرى مقابلاتٍ شخصيةً مع أكثر من مائة شخصٍ في تبريز كانوا حاضرين في ذلك اليوم في بحثه عن روايته عن استشهاد الباب - أن سام خان جمع كتيبته المكونة من ألف جنديٍ في ثلاثة صفوفٍ وأمرهم بفتح النار على الباب واحدًا تلو الآخر.

### ضريحه على جبل الكرمل

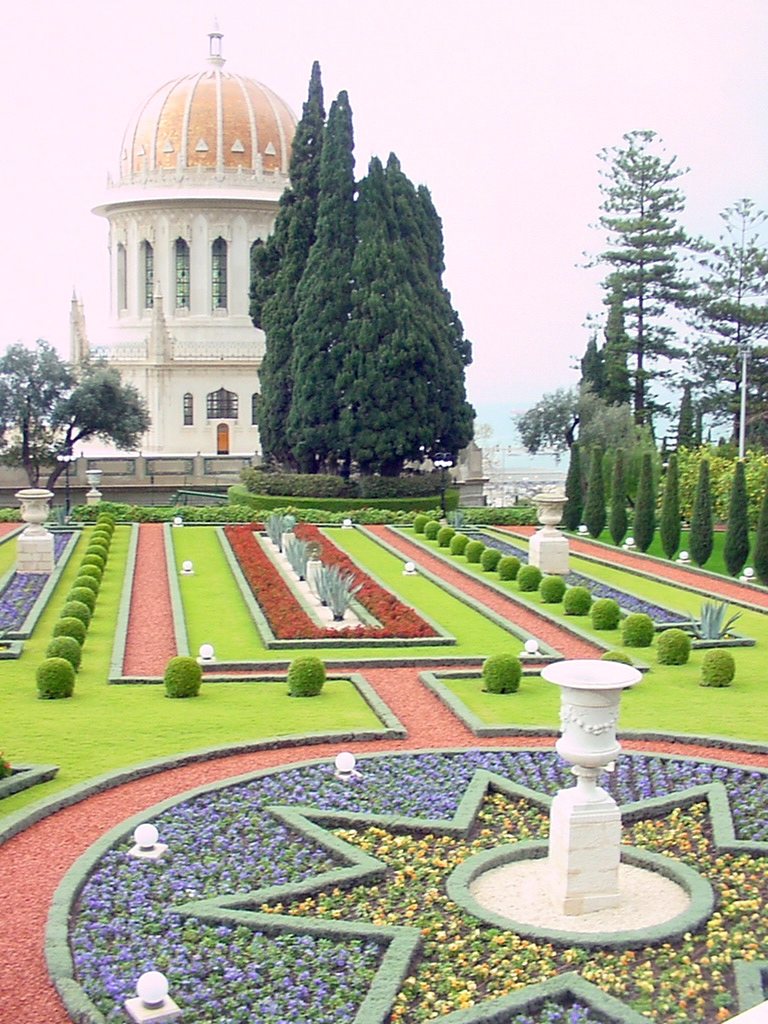
ضريح الباب في جبل الكرمل بـمدينة حيفا

تم نقل رفات الباب وأنيس، اللتان اختلطتا نتيجةً لقوة الرصاص بحيث لم يمكن فصلهما، سرًا من حافة الخندق خارج المدينة، حيث تم إلقاؤهما فيها، ونقلهما في سريةٍ إلى طهران. بعد سنواتٍ من الإخفاء، تم نقل رفات الباب بهدوءٍ تحت إشراف بهاءالله ثم عبدالبهاء إلى فلسطين العثمانية، حيث تم دفنهما في ضريحٍ بناه عبدالبهاء على سفح جبل الكرمل في مدينة حيفا الساحلية في مارس 1909م. وبعد أكثر من أربعين عامًا، ومع توسّع الجامعة البهائية تحت قيادة عبدالبهاء ومن بعده شوقي أفندي، تمكّن أعضاؤها من المساهمة بأموالٍ لبناء بنيةٍ فوقيةٍ للضريح، والتي اكتملت في عام 1953م.
تم في عام 2001م إنجاز مشروعٍ آخر بتوجيهٍ من بيت العدل الأعظم لإضافة ثمانية عشر حديقةً متدرجةً فوق الضريح وتحته. منذ عام 1909م، أصبح ضريح الباب من بين النقاط المحورية للحج لأتباع الدين البهائي، والمَعْلم الأكثر شهرةً في حيفا.

### علاقه الباب بالدين البهائي
إن الظهورين التوأمين للباب وبهاءالله لا ينفصلان في الدين البهائي. وبصفته مبشّرًا لمجيء بهاءالله، كانت المهمة الرئيسية للباب هي تمهيد الطريق للظهور الوشيك للدين البهائي. ومع ذلك، سيكون من الخطأ  اختزال الباب إلى مجرد بادرةٍ موحى لها لمجيء بهاءالله. وعلى الرغم من قصر مدة دعوته، يعترف البهائيون بالباب كمظهرٍ إلهيٍ مستقلٍ، يتمتع بسلطة تدشين تشريعٍ دينيٍ جديدٍ، وإدخال تعاليم جديدة، ووضع الأوامر والأحكام. تم تصميم أحكامه عمدًا لتكون قاسيةً وثوريةً وناقضةً للتشريع السابق ولكنها مؤقتةٌ بطبيعتها، وكما يؤكد الباب مرارًا وتكرارًا في كتاباته، تعتمد اعتمادًا كليًا إما على الإقرار أو التعديل أو الإلغاء من خلال ظهورٍ أعظم له وهو "مَن يُظهِرُهُ الله" والذي سيأتي بعده مباشرةً.
يربط البهائيون بداية تاريخهم بوقت إعلان الدعوة البابية في مدينة شيراز، إيران سنة 1844م (1260 هـ). كانت البابية قد تأسست على يد علي محمد الشيرازي الذي أعلن أنه الباب لـ «مَن يُظهِرُه الله»، وأنه هو المهدي المنتظر. وكان قد سبق ذلك فترةً قصيرةً نمت فيها حركاتٌ كانت تترقب مجيء الموعود الذي بشرت به الكتب السماوية وأحاديث الأنبياء. وكانت المدرسة الشيخية التي أسسها أحمد بن زين الدين الأحسائي إحدى تلك المدراس الفكرية التي أكّدت على وشك قدوم الموعود المنتظر. وجديرٌ بالذكر أن أول من آمن بالباب، وهو الملا حسين بشروئي، قد درس عند أحمد الأحسائي، ثم عند كاظم الرشتي اللذان يعدان من أبرز رموز الشيخية.
وقد آمن بالباب بعد إيمان الملا حسين بشروئي أشخاصٌ آخرون بلغ عددهم 17 شخصًا، من ضمنهم امرأةً واحدةً تُعرف بالطاهرة، أو قرة العين . ومُنح هؤلاء الثمانية عشر شخصًا لقب «حروف الحي». ومن ضمن الذين أيّدوا دعوة الباب وكان لهم تأثيرٌ بالغٌ في تطورها هو حسين علي النوري الذي عُرف فيما بعد باسم بهاء الله، ونتيجةً لذلك فان هناك ارتباطٌ تاريخيٌ بين البهائية والبابية.
وبعد أن شاع أمر البابية، قامت السلطات الإيرانية، بإيعازٍ من رجال الدين، بتعذيب البابيين والقبض على الباب سنة 1847م وإيداعه السجن. وكانت إيران محكومةً انذاك من قبل أسرة القاجار التركمانية. وظل أتباع الباب رغم حبسه يترددون عليه في السجن، وأخذوا يُظهرون إيمانهم به وبرسالته على عامة الناس. وازداد عدد أتباع الباب رغم حبسه وذلك نتيجةً لجهود أتباعه وقياداتهم. وأدى ذلك إلى ازدياد وطأة تعذيب البابيين، الذي دوّن تفاصيله العديد من المؤرخين الشرقيين والغربيين. وفي نهاية المطاف أُعدم الباب في مدينة تبريز سنة 1850م رميًا بالرصاص أمام العامة.
واستمرت الحكومة الإيرانية آنذاك بعملية القمع ضد البابين وقياداتهم ومن ضمنهم بهاء الله، حيث حبست بهاء الله في طهران مدة أربعة أشهرٍ، وبعد ذلك نفته وأتباعه إلى العراق. وأقام بهاء الله في العراق عدة سنواتٍ قام خلالها بتدبير شؤون البابين ولمّ شملهم. وتشير المصادر البهائية أن بهاء الله أعلن دعوته للعديد من أتباعه في حديقة الرضوان في بغداد قبل نفيه منها عام 1863م. وبتحريضٍ من الحكومة الإيرانية، نفت الحكومة العثمانية بهاء الله إلى إسطنبول، ثم إلى أدرنة، التابعتين للأراضي العثمانية آنذاك.
تثبت الوقائع التاريخية أنه في عام 1868تم نقل بهاء الله وأتباعه إلى سجن قلعة عكا المشهور، الواقعة في فلسطين آنذاك، حيث تعرّضوا فيها إلى شتى أنواع العذاب والحرمان. واستمر بهاء الله بالإعلان أنه الموعود المنتظر. بالإضافة إلى كتاباته العديدة في تلك الفترة ومن أهمها «الكتاب الأقدس»، أرسل بهاء الله العديد من الرسائل لملوك الأرض وحكامها يوصيهم فيها بالحكم بالعدل، ويدعوهم لاتباع الدين الجديد وأحكامه. وقد قام ابنه عباس أفندي الذي عُرف بلقب «عبد البهاء» على خدمته إلى حين وفاته في 29 مايو 1892م. وبقى ابنه عباس سجينًا هناك إلى سنة 1908م، ورغم إطلاق سراحه بعد ثورة تركيا الفتاة وسقوط السلطان العثماني استمرّ في العيش في مدينة حيفا في فلسطين إلى حين وفاته في سنة 1921م.
استمرت هذه الاضطهادات التي يحركها رجال الدين وتدعمها الحكومات الإيرانية لتشمل مؤسس، وأعلام، وأتباع الدين البهائي. وفي العصر الحالي، لا يزال هذا الاضطهاد مستمرًا في عددٍ من بلدان العالم الإسلامي وخصوصًا في إيران؛ حيث وضع الدستور الإيراني الذي تم صياغته خلال الثورة الدستورية الإيرانية في عام 1906م الأساس للاضطهاد المؤسسي للبهائيين. حُكم على أكثر من 200 بهائي بالإعدام منذ بداية الثورة الإسلامية في عام 1979م، وسُجن الكثير منهم في معتقلاتها بعد أن رفضوا إنكار عقيدتهم عندما خُيّروا بين ذلك وبين إطلاق سراحهم. كما تم الاستيلاءعلى العديد من المقابر البهائية وأماكن العبادة والأماكن المقدسة وتدميرها، ولم يعد بإمكان البهائيين الاحتفاظ بمراكزهم ووظائفهم الحكومية، ولا يُسمح لهم بدخول الجامعات، وحتى أنه لا يعترف بشرعية زواجهم أو وثائق التسجيل والولادة وغيرها.

## تعاليم الباب
في قلب تعاليم الباب دعوةٌ للمصالحة بين جميع أعضاء الأسرة البشرية، إيذانًا بقدوم مرحلةٍ جديدةٍ في تاريخ البشرية: "قد خلقناكم من شجرةٍ واحدةٍ وجعلناكم من أوراق شجرةٍ واحدةٍ وأثمار شجرةٍ واحدةٍ لعلّكم أنتم بعضكم ببعض لتسكنون ... لتكوننّ كلّكم أمّةً واحدةً ...". وهكذا أكّد الباب على منظورٍ أخلاقيٍ عالميٍ، بما في ذلك الواجب الأخلاقي المتمثل في عدم التمييز بين المؤمنين وغير المؤمنين والاعتراف بالاحتياجات الموضوعية للآخرين. كان القصد من هذه التعاليم هو وضع الأساس "لتحول البشرية".
في نهاية المطاف، أوضح الباب أن سعادة الإنسان ورفاهيته تعتمد على معاملة البشر الآخرين وفقًا للقاعدة الذهبية، وخاصةً الامتناع عن التسبب في حزن الآخرين، وفي الارتقاء بكل الأشياء، سواء في عالم الطبيعة أو من صنع الإنسان، إلى حالة الكمال، وهي عملية تشبّع كل الأشياء بالجمال والهدف الروحي. وبهذه الطريقة، تصبح الحضارة نفسها مهمةً مقدسةً؛ وهي مهمةٌ لا يمكن فهمها، كما يشير الباب، إلا من خلال تثبيت "نظرة المرء على أمر بهاءالله". وكما أكّد نادر سعيدي، "تكمن الأهمية الأوسع لكتابات الباب في علاقتها التي لا تنفصم عن كتابات بهاءالله...".
تقدم تعاليم الباب تفسيراتٍ جديدةً لمفاهيم الله والدين والأنبياء، وتُعيد تفسير المفاهيم الدينية مثل الجنة والنار والقيامة وفقًا لذلك. الوحي التدريجي والاستمرارية وتجديد الدين، تحديث التعليم، تحسين وضع المرأة، إلغاء الكهنوت ورجال الدين، والتأكيد على الأخلاق، تحري الحقيقة، والنبل الإنساني، تُعدّ من بين التعاليم الرئيسية للباب. التركيز الأساسي الآخر لتعاليمه هو تأكيده على ظهور الموعود المنتظر، والذي كثيرًا ما يُشير إليه بـ "مَن يُظهِرُهُ الله". يناقش الباب باستمرار الوحي المُنّزل عليه وأحكامه في سياق هذه الشخصية الموعودة. على عكس الديانات السابقة حيث كانت الإشارات إلى الشخصيات الموعودة عرضيةً فقط وتم التلميح إليها من خلال التلميحات، فإن التركيز الرئيسي للبيان، أم الكتب في الدورة البابية، هو تمهيد الطريق لـ "مَن يُظهِرُهُ الله".

### المفاهيم الأساسية في رسالته

#### تدرج نزول الوحي بتعاقب الرسالات السماوية
من التعاليم الأساسية للباب هي استمرارية تتابع الأديان وتطورها تدريجياً على مر الزمان  من خلال رسله الذين تتجلى عليهم الكمالات الإلهية تدريجيًا في كل دينٍ يأتي. أي أن مع تقدم البشرية عبر العصور، يُرسِل الله تعاليم جديدة؛ مواكبة بذلك، ذلك العصر؛ فتكون التعاليم الإلهية دائمة التقدم وأكثر شمولاً. فظهور كل دينٍ يكون استجابةً لاحتياجات الإنسانية، ومتزامنًا مع تقبّل البشرية لذلك الدين. فكل دينٍ – مقارنةً بما سبقه من أديان - أكثر تقدمًا، لكن كمال تعاليمه الكامنة يتحقق من خلال ظهور الدين التالي؛ فعلى سبيل المثال، المسيحية هي كمال اليهودية، والإسلام هو كمال الديانات التي سبقته. ووفقًا لهذا المنطق، فدين الله واحدٌ بتعاقب الأديان كحلقاتٍ في سلسلةٍ متصلةٍ إلى أبد الآبدين، ولا وجود لمفهوم خاتِم أو آخِر الأديان. علاوة على ذلك، كتب الباب أن الأديان تأتي تِتْرًا في كل كورٍ إلهي (دورة)، وتتعاقب كفصول السنة، لتجديد «الدين النقي» للبشرية. ومفهوم تتابع الأديان وتعاقبها هذا يُنبؤ بنزول الوحي الإلهي برسالاتٍ سماويةٍ مُرْتَقَبةٍ ومُقْبِلةٍ لاحقًا بعد الباب. وبشكلٍ أكثر تحديدًا، يذكر الباب أن ثمر دينه يجب أن يكون الاعتراف والإيمان بالمجيء الثاني، شخصيةٌ أعظم منه تظهر بعده والتي أشار إليها بـ «من يُظْهِره الله».
وفقا للباب، الدين هو ظاهرةٌ نسبيةٌ وحواريةٌ، فهو نتاج تفاعل إرادة الله مع المرحلة التاريخية لتطور البشرية. يرفض الباب المفهوم التقليدي للدين الذي يُصَوّر على أنه فرضٌ مطلقٌ وملزمٌ إلى الأبد لإرادة الله على البشر. الدين هو حقيقةٌ ديناميكيةٌ وتقدميةٌ مماثلةٌ للإنسانية. أحد أهم التعبيرات المركزية لهذا المفهوم الجدلي والتاريخي هو استخدام الباب لمصطلح ارتقاء (بالفارسية: ارتفاع) الذي يحمل معنيين متناقضين: الإلغاء والارتقاء. ينقل ارتقاء نفس دلالات هيجل Aufhebung (ارتقاء / إلغاء). وفقًا للباب، كل دينٍ جديدٍ هو ارتقاءٌ للدين السابق. الدين الجديد هو نفي وإلغاء الدين السابق، لكنه في نفس الوقت هو نفس الدين السابق، الذي يظهر في شكلٍ أعلى وأكثر رُقيًا.
إن مفهوم الاستمرارية والتجديد هذا يستبق الوحي الرسولي المستقبلي بعد الباب. وبشكلٍ أكثر تحديدًا يقول الباب أن جوهر رسالته وهدفها، كما يؤكد دائمًا، هو إعداد الناس لظهور شخصيةٍ أعظم، موعود كل الأمم، تظهر بعده والتي يشير إليها على أنها "مَن يُظهِرُهُ الله".
بحسب الباب، فإن كلمة الله حيةٌ وديناميكيةٌ وتريد أن تظهر في شكلها الجديد بالتزامن مع تطور البشرية. إنه يأسف بشدةٍ لأن التقليديين الدينيين، بدافع حبهم لكتابهم الإلهي، يمنعون تطوّر نفس الكتاب ويرفضون ظهوره مرةً أخرى في التشريع الديني التالي.

#### مَن يُظْهِره الله
يشير الباب مرارًا وتكرارًا في كتاباته إلى حلول اليوم المنتظر بظهور المجيء الثاني وأشار إليه بـ «من يُظْهِره الله». ويصف هذا المجيء بأنه أصل كل الصفات الإلهية، ويذكر أن أمره هو أمر الله. كما يصف الباب مجيء من يُظْهره الله، قائلاً: «إنّك لو تلوت آيةً واحدةً من آيات من يظهره الله لكان ذلك أفضل من أن تحفظ البيان كلّه عن ظهر قلبٍ، لأنّ تلك الآية الواحدة تنجيك في ذلك اليوم، ولكنّ البيان كلّه لن ينجيك». «البيان اليوم في مقام النّطفة وآخر كمالٍ للبيان عند أوّل ظهور من يظهره الله». «مجد البيان وجلاله مستمدٌّ ممّن يظهره الله».
إن جوهر دعوة الباب والغرض منها، كما أكّد الباب بذاته دائمًا، هو إعداد الناس لمجيء هذا الموعود. فقد طلب من أتباعه تحري الحقيقة تحريًا مستقلاً والبحث عن الموعود، والتعرف عليه من واقع أعماله وسماته الجوهرية، دون التقيّد بالموروثات والتقاليد. بل حذّرهم من ألّا يخسروا ملكوت الله بحرمان أنفسهم من نعمة الإيمان بالموعود؛ وألا ينقلبوا على أعقابهم ويسلكوا مسلك السابقين حين عارض أتباع الديانات السابقة في كل عصرٍ رسل الله وجادلوهم بالآيات المتشابهات. تحدث الباب عن اقتراب مجيء الموعود وأشار إلى وقت قدومه في سنة التسع والتاسعة عشرة. فقد قال الباب: «راقبوا من مبدأ الظّهور إلى عدد الواحد (19)». بل إنّه قرّر ذلك في وضوحٍ أكثر حين قال: «يظهر مالك يوم الدّين في نهاية الواحد (19) وابتداء الثّمانين (1280 هـ)». ومن شدّة لهفه على ألاّ يصدّ النّاس عن الموعود اقتراب الظّهور الموعود بسرعةٍ قال: «لو ظهر في هذه اللّحظة لكنت أوّل العابدين وأوّل السّاجدين». ففي عام 1863م، بعد تسعة عشر عامًا من إعلان الباب عن دعوته؛ أعلن بهاء الله برفقة المؤمنين الأوائل من رفقائه في العراق، وفي وقتٍ لاحقٍ في عام 1866م في أدرنة، وبطريقةٍ أكثر انتشارًا؛ أعلن عن دعوته وأنه الموعود الذي وعد به الباب، حيث أشار إليه الباب بـ «من يُظْهِره الله». عقب هذا الإعلان، قَبِل كل البابيين تقريبًا دعوته، وآمنوا بـ بهاء الله، ومنذ ذلك الحين صاروا يُعرَفون بالبهائيين.

#### تفسير نصوص مقدسة
وفقًا لكتابات الباب، تكشف آثاره الكتابية عن حقائق من المفاهيم الإسلامية والآيات القرآنية؛ حقائق تختلف تمام الاختلاف عن الموروثات الثقافية والاعتقاد السائد بين المسلمين. فيوضح أن معاني مثل «القيامة» و «الجنة» و «النار» لها دلالاتٌ مجازيةٌ رمزيةٌ. ووفقًا لكتابات الباب، فإن مفهوم القيامة ليس نهاية العالم، ولكن نهاية إحدى مراحل التطور البشري، أي نهاية دينٍ من الأديان وبداية الدين التالي له،  وأن «قيامة الأموات من القبور» تعني اليقظة الروحانية لمن ابتعدوا عن صحيح الدين. ويذكر كذلك أن «يوم القيامة» يشير إلى ظهور رسولٍ أو مبعوثٍ إلهيٍ أي مظهرٍ إلهيٍ جديدٍ من مظاهر أمر الله، ويحاسب الله البشر على قبولهم وإيمانهم بهذا المظهر الإلهي أو رفضهم له. الجنة والنار في نظر الباب ليست أماكن للتعذيب الأبدي لبعض الناس، أو مكانًا للمتعة الجسدية والجنسية للآخرين، ولكن لها معاني روحانية. فالجنة هي عرفان الله والرضا بمرضاته وذلك بالإيمان بمن يبعثه الله في ذلك الوقت والعمل بما أوتي في محكم كتابه من أجل ازدهار كمال الإنسان الروحي؛ أما النار فهي الحرمان منها.

#### النهوض بحقوق المرأة
بشكلٍ عامٍ، تحرص تعاليم الباب على المساواة بين النساء والرجال؛ فالمرأة والرجل على قدم المساواة في الأحكام والفرائض التي أنزلها الباب. وفي عددٍ من النصوص على وجه التحديد، خفف الباب بعض الأعباء والأحكام التي فرضتها الشريعة الإسلامية على المرأة؛ وفي ذات السياق، على سبيل المثال، أصبح الطلاق أكثر صعوبةً بفرض سنة اصطبار أي تأجيله لمدة اثني عشر شهرًا؛ ولا يُشجع على تعدد الزوجات، ويحرم زواج المتعة. كما خفّف القيود الصارمة على التواصل الاجتماعي للمرأة، وأمر الرجال بعدم إيذاء النساء؛ فقد أمر الرجال بمعاملة النساء بأقصى درجات المحبة. وفي سياقاتٍ أخرى، أعطى الباب المرأة أفضلية على الرجل؛ فهناك عقوبةٌ مثلًا على كل من يتسبب في حزن شخصٍ آخر وهو بمثابة حزن لله، لكنة يقول إن عقوبة جلب الأسى للمرأة مضاعفةٌ.
ومن تعاليم الباب، بما أن الله يسمو فوق حدود الذكر والأنثى، فإن الله يتمنى «ألا يعلو الرجال أنفسهم على النساء، ولا تتعالى النساء بأنفسهن على الرجال». كما أنه يشجع على تعليم النساء.
تتفق معظم الروايات المعاصرة على أن أحد التأثيرات الاجتماعية الرئيسية لحركة البابيين كان تحسين وضع المرأة. وفضلاً عن ذلك، فقد أشار الباب في كتاباته إلى أن دينه سيؤدي إلى تحسين وضع المرأة من خلال الدعم الذي قدمه لإحدى حروف الحي (الحواريين) البارزة: الطاهرة قُرّة العين. فقد كانت أبرز أنشطة الطاهرة متمثلةً في الظهور كاشفةً عن وجهها بدون حجابٍ أمام أعين الحاضرين، وتبليغ دعوة الباب؛ وهذا بدوره كان نقطةً مفصليةً وفارقةً في فصل الشريعة البابية عن سابقتها الإسلامية، كما كان له عظيم الأثر في كسر جمود وقيود الموروثات الثقافية والدينية آن ذلك، والتي كانت مصحوبةً أحيانًا باحتجاجات وتذمر من بعض البابيين؛ وبرغم أن ما قامت به الطاهرة من إقدامٍ وهِمّةٍ على ما فعلته كان صادمًا ومفاجئًا للموروثات الدينية والثقافية آن ذلك، إلا أنها كانت تحظى دائمًا بقبول وإشادة الباب.

#### أهمية التعليم
أكّد الباب على المنطق العقلاني وكسب المعرفة والتعليم الفعّال. يجب أن يكون التعليم منظّمًا تنظيمًا جيدًا وأن ينقل المعرفة إلى الأطفال بطريقةٍ منهجيةٍ. وفقًا للباب، يقوم المجتمع التقدمي على نهجٍ تربويٍ فعالٍ، مع مدارس جيدة التنظيم. هناك بعض الموضوعات الرئيسية التي يجب التفكير فيها في المدارس: القضايا الأخلاقية مثل أهمية احترام الآراء والأفكار الأخرى، نسبية الروحانية، المنهجية المطلوبة للتحرر من الخرافات السابقة، نبل دور البشرية في الحضارة العالمية، وتعزيز احترام وتقدير دور المرأة في المجتمع. كما اعتبر الباب العلوم الطبيعية مهمةً، بما في ذلك علم الأحياء والفيزياء والكيمياء، وكذلك الطب. اقترح إصلاحًا جذريًا في مجال التعليم، وأوصى بتحديثه من خلال القضاء على جميع المواضيع التي عفا عليها الزمن. علاوةً على ذلك، أراد القضاء على استخدام الكلمات المعقدة وجعل اللغة أسهل وأقل تعقيدًا.
شجّع الباب المؤمنين على أن يكونوا سبّاقين في تعلم العلوم. وفي مثل هذا السياق، أوصى الباب المعلمين بتوخي الحذر في منهجية التدريس، وأوصاهم باستخدام اللطف والصبر، وخاصةً الخيال. يقول الباب إن استخدام الألعاب أمرٌ أساسيٌ من أجل تحسين عملية التعلّم. كما أوصى المعلمين بعدم استخدام العقاب البدني تجاه الأطفال. لهذا السبب، يكرّس الباب جزءًا من تفكيره في التعليم لمنع المعلمين عن استخدام العنف تجاه الأطفال. وأوصى المعلمين بتوخي الحذر الشديد في تواصلهم، لأن أرواح الأطفال حساسةٌ للغاية ويمكن أن تتأذى بسهولةٍ في طفولتهم، وقد يؤثر ذلك على سلوكهم في المجتمع في المستقبل. وهكذا يشجّع الباب الانضباط في المدارس ولكنه يحظر استخدام العنف. يقول بوضوحٍ في الجزء العربي من البيان: "لا تضرب أحدًا، لا أبدًا".
في الوقت نفسه، يوصي الباب بأن يحترم الأطفال والتلاميذ معلميهم، الذين هم مهمون جدًا في المجتمع. إن المعلمين هم الذين يعلمون الأطفال القراءة والكتابة ولهذا السبب لهم دورٌ هائلٌ في عملية الحضارة. علاوةً على ذلك، يوصي الباب الآباء بتربية أطفالهم باهتمامٍ، وتعليمهم اللطف. وفقًا للباب، فإن الغرض الرئيسي من الحضارة هو التعايش السلمي، ولا يمكن الوصول إلى ذلك إلا من خلال استخدام اللطف ونشر الأخلاق اللطيفة في المجتمع.

#### الأخلاق
يشرح الجزء الأكبر من البيان الفارسي المبدأ الأخلاقي الأساسي القائل بأنه حتى لو أساء إليك الناس، يجب أن تسامحهم، وتفعل الخير لهم، وتتصرف تجاههم كما يفعل الله عندما يعطي النعمة لأولئك الذين ينبذونه بلا امتنان. باختصارٍ، يدعو إلى تحولٍ روحانيٍ داخليٍ. يجب على المرء أن يكون راضيًا بالله، وبأحكامه، وبوالديه، وبنفسه. يدعو الباب إلى الكمال وتهذيب النفس في مجموعةٍ متنوعةٍ من المعاني: في الحفاظ على الأنهار نقيةً وغير ملوثةٍ، وفي الحفاظ على البيئة وعدم الإضرار بالطبيعة لأنها مرآة الله، وفي اتقان العمل بإنتاج الحِرَف والسلع بأعلى مستويات الجودة، وفي بناء مساكن جميلةٍ بأبوابٍ عاليةٍ بما يكفي حتى لأطول شخصٍ للدخول، وفي إبداع فنٍ جميلٍ، وفي الاستحمام بانتظامٍ، وفي ارتداء ملابس نظيفةٍ خاليةٍ من الأوساخ، وفي نشر الرخاء للجميع. وحرّم التسبب في الحزن والأسى لأي شخصٍ وقال إن هذا "مُلزمٌ بشكلٍ مضاعفٍ" في معاملة المرأة، مما يعني ضمان تقدير المرأة في المجتمع وتعيين مكانةٍ جديدةٍ لها. كما نهى عن العقاب البدني وإذلال الأطفال. رأى الباب كل هذه الأعمال تعبيرًا عن جمال الله وأفضاله في حياة المرء وكشكلٍ من أشكال العبادة. سعى إلى إضفاء الطابع الروحاني على فهم المرء للعالم، بما في ذلك الوصف الرمزي للوقت نفسه من خلال إدخال تقويمٍ من تسعة عشر شهرًا، لكلّ منها تسعة عشر يومًا، مع تسمية الأيام والأشهر بأسماء الله.
باختصارٍ، سعى الباب إلى خلق نوعٍ جديدٍ تمامًا من المجتمع، مجتمعٍ يركّز على الوحدة والمحبة وخدمة الآخرين، ومجتمعٍ لا يكون فيه دورٌ للعنف، ربما باستثناء بعض الأحيان في كبح جماح المجرمين. وفقًا للباب، فإن الغرض الرئيسي للحضارة هو التعايش السلمي، ولا يمكن الوصول إلى ذلك إلا من خلال استخدام اللطف ونشر الأخلاق اللطيفة في المجتمع.
كتب جاك ماكلين، ملخصًا لتحليل نادر سعيدي، أن كتابات الباب "تتنبأ بقضايا الأزمة العالمية الحالية، مثل حماية البيئة وتسليع الموارد الطبيعية". يدعو الباب على وجه التحديد إلى النقاء المطلق للمياه في الطبيعة في كتابه البيان، ومع عودة جميع المواد إلى منسوب المياه الجوفية الداخلية والمحيطات، يمكن بسهولةٍ اعتبار ذلك قانونًا عامًا لحماية البيئة. كما يحظر البيان العربي تسليع العناصر الأربعة، الأرض والهواء والنار والماء.
كما تنبأ الباب بالتطورات اللاحقة في وسائل الإعلام، من خلال التأكيد على الحاجة إلى نظامٍ سريعٍ للاتصالات الإخبارية، يكون متاحًا للجميع للوصول إليه، بغض النظر عن ثروتهم أو مكانتهم الاجتماعية. يكتب فيما يتعلق بالأخبار، أنه "حتى يتم تعميم مثل هذا النظام، لن تصل فائدته إلى خدام الملوك ما لم يأتي وقتٌ يكون فيه في متناول جميع الناس. على الرغم من أن الملوك لديهم اليوم سعاة خاص بهم، إلا أن هذا غير مثمرٍ، لأن الفقراء محرومون من مثل هذه الخدمة".

#### نبل الإنسان
يرى الباب البشر كائناتٍ نبيلةً تتمتع بالقدرة المتأصلة على التفكير بأنفسهم، وبالتالي فهي ملزمةٌ بالانخراط في تحري الحقيقة. هذا يعني أنه لا ينبغي لأي إنسانٍ أن يعتمد على الآخرين لتحري الحقيقة الروحانية. هناك تعبيران رئيسيان عن هذه الفكرة هما إلغاء الباب للكهنوت وتأكيده على كلمات الوحي، وليس المعجزات، كدليلٍ على صحة وشرعية دعوة المبعوث الإلهي.
ألغت كتابات الباب مؤسسة رجال الدين ومنعت أي شخصٍ من صعود المنابر. إنه وضّح بأن مثل هذا الصعود، وكذلك جلوس الناس تحت أرجل رجال الدين، إهانةٌ لكرامة مقام الإنسان. كما حظر صلاة الجماعة، الأمر الذي يتطلب اتباع قائدٍ دينيٍ للصلاة. وفقًا للباب، فإن عبادة الله لا تتطلب وساطةً بشريةً. حتى عندما يستثني الباب في حالة صلاة الجماعة من أجل الموتى، فإنه يشدّد على أنه لا ينبغي لأحدٍ أن يقف قبل الآخرين، بل يجب أن يقف الجميع في صفوفٍ متساويةٍ لتكريم المتوفى.
وفقًا للباب، فإن أحد الأسباب الرئيسية لفساد الأديان بشكلٍ عامٍ هو رجال الدين. ينتقد الباب أيضًا ممارسة الاعتراف بالخطايا للكهنة.
أحد التعاليم المركزية للباب هو أن المعجزات، مثل كسر قوانين الطبيعة، لا علاقة لها برسالة المرسلين، وهي التربية الروحانية والأخلاقية للبشرية. لذلك، لا يمكن للمعجزات أن تثبت حقيقة النبوة. يرفض الباب انشغال الناس بالمعجزات لتعزيز العقلانية، وإزالة الخرافات من الدين. وفقًا للباب، لا يوجد سوى دليلٍ واحدٍ صحيحٍ على شرعية الرسول، وهو الكلمات الإبداعية للرسول التي تلبي احتياجات العصر وتجلب ثقافةً جديدةً ونظامًا قيمًا ومعنىً لحياة الناس، وتحولهم وتساعدهم على الوصول إلى الكمال البشري.

## كتابات الباب
يؤكد الباب أن الآيات التي ينزلها المظهر الإلهي هي أكبر دليلٍ على رسالته، وتضم كتابات الباب أكثر من ألفي لوحٍ ورسالةٍ وصلواتٍ وأطروحاتٍ فلسفيةٍ. تشكّل هذه الكتابات جزءًا من الكتابات البهائية، وخاصةً الصلوات، التي غالبًا ما تُتلى بشكلٍ فرديٍ، وكذلك الأدعية التي تُتلى في جلسات الدعاء التعبدية. يصف إلهام أفنان كتابات الباب بأنها "أعادت هيكلة أفكار قرّائها، حتى يتمكنوا من التحرر من قيود المعتقدات البالية والعادات الموروثة". يلاحظ جاك ماكلين رمزية الرواية لكتابات الباب، مشيرًا إلى أن "عالم كتابات الباب المقدسة رمزيٌ منتشرٌ. الأرقام والألوان والمعادن والسوائل وجسم الإنسان والعلاقات الاجتماعية والإيماءات والأفعال واللغة (الحروف والكلمات) والطبيعة نفسها كلها مرايا أو علامات تعكس الحقيقة العميقة لأسماء الله وصفاته". تتميز كتابات الباب بالابتكار اللغوي، بما في ذلك العديد من المصطلحات الجديدة، كلما وجد أن المصطلحات اللاهوتية الحالية غير كافية. يعد الارتباط الحر والتأليف على غرار تيار الوعي من السمات المميزة لبعض كتاباته. حدّد العديد من العلماء التكرار المستمر لكلماتٍ أو عباراتٍ معينةٍ ذات أهميةٍ دينيةٍ لتكون سمةً مميزةً في جميع كتابات الباب. صنّف الباب نفسه كتاباته إلى خمسة أنماط: الآيات الإلهية، والصلوات، والشروحات والتفاسير، والخطاب العقلاني - المكتوب باللغة العربية - والنمط الفارسي، الذي يشمل الأربعة السابقة. لاحظ العلماء وجود قواسم مشتركة بين كتابات الباب وكتابات الفلاسفة الغربيين مثل هيجل، كانت وجيمس جويس.
رغم أن معظم كتابات الباب قد فُقدت، ذكر الباب بنفسه أنها تجاوزت خمسمائة ألف آية في الطول، في حين أن القرآن يبلغ طوله 6300 آية. إذا افترض المرء 25 آيةً لكل صفحةٍ، فهذا يساوي 20000 صفحةً من النصوص. يذكر نبيل زرندي، في كتاب مطالع الأنوار، تسع تفاسير كاملةً للقرآن، تم الكشف عنها من قِبَل الباب أثناء سجنه في ماكو، والتي فُقِدت دون أثرٍ يُذكر. إن العديد من كتابات الباب الرئيسية متوفرةٌ بخط يد أمنائه الموثوق بهم.
يحتوي قسم المحفوظات في المركز البهائي العالمي حاليًا على حوالي 190 لوحًا للباب. نُشرت مقتطفاتٌ من عدة كتاباتٍ رئيسيةٍ في المجموعة الوحيدة باللغة الإنجليزية لكتابات الباب: مختاراتٌ من كتابات الباب. يقدم دينيس ماكوين، في كتابه التعاليم والتاريخ البابي المبكر، وصفًا للعديد من الكتابات؛ الكثير من الملخص التالي مشتقٌ من هذا المصدر. بالإضافة إلى الأعمال الرئيسية، كشف الباب عن العديد من الرسائل إلى زوجته وأتباعه، والعديد من الصلوات لأغراضٍ مختلفةٍ، والعديد من التفاسير على آياتٍ أو فصولٍ من القرآن، والعديد من الخطب (معظمها لم يتم تسليمها أبدًا). وقد ضاع العديد من هذه العناصر، وبقي البعض الآخر.
تعرّض الباب لانتقاداتٍ بسبب استخدامه غير المتّسق لقواعد اللغة العربية في بعضٍ من كتاباته الدينية، حيث أنه خرج قليلاً عن القواعد المتعارف عليها أحيانًا. قد يكون سبب هذا التناقض هو التمييز بين أولئك الذين لم يتمكنوا من رؤية الشكل الخارجي للكلمات من أولئك الذين يمكنهم فهم المعنى الأعمق لرسالته. أكّد الباب في أطروحته في النحو على أنه يجب تدريس قواعد اللغة العربية كرمزٍ خارجيٍ للقواعد الروحية للكون.

#### ثلاث مراحل
وصفت كتابات الباب من حيث الأنماط المختلفة، بما في ذلك من الناحيتين الزمنية والموضوعية. يقسّم الباب نفسه كتاباته إلى مرحلتين: المرحلة الأولى، حين كتب لأغراض الإعداد والحكمة، كانت خفايا دعوته وتعاليمه محجوبةً وبالتالي لم تقدّرها قلوب وعقول الناس من حوله؛ ومرحلةٌ لاحقةٌ، حين أعلن صراحةً أنه ليس فقط الإمام الثاني عشر الموعود للإسلام الشيعي، ولكنه الرسول الذي جلب دينًا عالميًا جديدًا، تنبأ به التوراة والإنجيل والقرآن. قال إن هذا الكشف الجديد سيُطلق الطاقات والقدرات الخلاّقة اللازمة لإقامة الوحدة والسلام العالميين.
يمكن فهم تعاليم الباب أيضًا على أنها تتكون من ثلاث مراحل واسعةٍ، لكلٍ منها تركيزٌ موضوعيٌ مهيمنٌ. يتم تعريف تعاليمه الأولى في المقام الأول من خلال تفسيره للقرآن والحديث، والذي أعاد صياغة الفهم المشترك للإيمان اللاهوتي في ضوء تأويلٍ جديدٍ يؤكد على وحدانية الله ووحدة رسله وجميع الناس. بدلًا من الكشف عن قوانين دينيةٍ جديدةٍ، يركّز الدين البابي المبكّر "على المعاني الباطنية والصوفية للأحكام الدينية" و"تحويل الممارسات الدينية إلى رحلةٍ روحانيةٍ". تستمر هذه الموضوعات في السنوات اللاحقة، ولكن يحدث تحولٌ حيث ينتقل تركيزه إلى التوضيح الفلسفي، وأخيرًا إلى التصريحات التشريعية.
في المرحلة الفلسفية الثانية، يقدّم الباب تفسيرًا لميتافيزيقيا الوجود والخلق، وفي المرحلة التشريعية الثالثة تتحد مبادئه الصوفية والتاريخية حيث تكتسب كتابات الباب وعيًا تاريخيًا. ويؤسس بوضوح مبدأ الوحي التدريجي.
يناقش الباب العديد من القضايا الأساسية في الدين في المرحلة الثانية بما في ذلك كيفية التعرف على الحقيقة الروحانية، وطبيعة الإنسان، ومعنى الدين، وطبيعة الأعمال الصالحة، والشروط المسبقة للرحلة الروحانية، ومسألة أبدية العالم أو نشأته. إن تحقيق "العدالة الحقيقية" في العالم، والدور المركزي للدين في تحقيق هذه العدالة، هو محورٌ رئيسيٌ آخرٌ لهذه المرحلة. حتى أنه، في رسالته عن الغناء، يستكشف فلسفة الموسيقى، "حيث يصبح الغناء مثل أي فعلٍ بشريٍ آخر أخلاقيًا أو غير أخلاقيٍ اعتمادًا على نية الممثل ووظيفة الفعل".
في عام 1848م تغيرت تعاليم الباب مع إلغاءٍ واضحٍ للشريعة الإسلامية وإدخال مجموعةٍ من العقائد والممارسات الخاصة به. تم تقديم طرحٍ جذريٍ: لا ينبغي فهم الدين على أنه فرضٌ ينتهي لإرادة الله على البشر، بل هو "نتاج تفاعل إرادة الله مع المرحلة التاريخية لتطور البشرية". مع تغيّر فهم الإنسان وعمله، كذلك يكون الدين ظاهرةً تتكشف وتتقدم بمرور الزمن. البيان الفارسي، العمل الكتابي الرئيسي للباب خلال هذه الفترة، يعلن صراحةً بداية دينٍ جديدٍ. شملت الشّرائع للباب، تفاصيل عن الزواج والدفن والحج والصلاة وغيرها من الممارسات التي سيتم تنفيذها من قِبَل مَن يُظهِرُهُ الله، رسول الله العالمي الموعود المذكور في جميع كتابات الباب. كانت كل هذه التشريعات مشروطة بموافقة "مَن يُظهِرُهُ الله" وبالتالي تكمن أهميتها في المعنى الروحاني الذي ترمز إليه: الاعتراف بمن يظهره الله في الوحي الإلهي التالي.

## تأثير الباب
يلخص عبدالبهاء تأثير الباب قائلًا: "وحده، اضطلع بمهمةٍ بالكاد يمكن تصورها... نشأت هذه الكينونية اللامعة بقوةٍ تهز أسس الأحكام الدينية والآداب والأخلاق والعادات في بلاد فارس، وأسّس أحكامًا وعقيدةً ودينًا جديدًا". تمت مقارنته بمارتن لوثر.

كانت للحركة البابية تأثيرًا كبيرًا على الفكر الديني والاجتماعي في إيران في القرن التاسع عشر. كتب كريستوفر دي بيلايج، في حديثه عن فترة التنوير في العالم الإسلامي:
الحركة البابية، التي بدأت في أربعينيات القرن التاسع عشر، أصبحت حافزًا مهمًا للتقدم الاجتماعي في منتصف القرن التاسع عشر في إيران، وتعزيز السلام بين الأديان والمساواة الاجتماعية بين الجنسين والثورية المناهضة للملكية... واستمر في تقديم رؤيةٍ للحداثة تقوم على العلمانية والأممية ورفض الحرب. هذه الرؤية هي التي مكنتها من البقاء حتى يومنا هذا - كبهائية - في جيوبٍ ومجتمعاتٍ يسكنها خمسة ملايين نسمةً، والتي تؤهلها لإدراجها في أي سردٍ حول التحديث في الشرق الأوسط.

## الحواشي
1. ↑   على الرغم من أنه كان واضحًا من "قيوم الأسماء"، العمل الأول للباب بعد إعلان دعوته، أنه تلقى الوحي الإلهي. في الواقع، تم إدانة ملا علي البسطامي، التلميذ الثاني للباب، من قِبَل مجموعة مجتمعة من علماء الشيعة والسنة بتهمة الهرطقة في العراق عام 1844 (سنة إعلان الباب)، لأنه كان يؤمن بمؤلف عمل "قيوم الأسماء" الذي ادعى أنه وحي من الله.[7]
2. ↑   المصطلح "الباب" (/بɑːب/؛ (بالعربية: باب)؛ بمعنى "البوابة" أو "الباب")، يشير إلى نائب الإمام الغائب.[9]
3. ↑   في ثلاث مناسبات حوصرت فيها الجماعات البابية وتعرضت لهجوم من الجيش الإيراني، اضطروا إلى الدفاع عن أنفسهم، وفي النهاية، تم ذبح جميعهم تقريبًا. لم يسمح الباب أبدًا بالجهاد وعلّم أتباعه أن يكونوا سلميين وألا يقوموا بالتبشير بالقوة.[14][22][23]

## روابط خارجية
- علي محمد الشيرازي على موقع الموسوعة البريطانية (الإنجليزية)
- علي محمد الشيرازي على موقع إن إن دي بي (الإنجليزية)
- موقع الإسلام والدين البهائي (عربي وإنكليزي)